# Албаджара
Албаджа̀ра (на италиански: Albagiara; на сардински: Ollasta, Оласта) е село и община в Южна Италия, провинция Ористано, автономен регион и остров Сардиния. Разположено е на 215 m надморска височина. Населението на общината е 277 души (към 2010 г.).